# Antiandrogen
Un antiandrogen o antagonista androgen és aquell fàrmac que realitza una supressió hormonal capaç de prevenir o inhibir els efectes biològics dels andrògens o hormones sexuals masculines en les respostes normals dels teixits corporals a aquestes hormones. Els antiandrògens actuen normalment blocant els receptors d'andrògens, competint d'aquesta manera amb els llocs d'unió a la superfície de les cèl·lules, obstruint literalment la funció dels andrògens.

## Usos dels antiandrogens
Els antiandrogens s'indiquen per a tractar diverses malalties i d'altres situacions no estrictament mèdiques:
- Agents antineoplàstics, com a pal·liatius, adjuvants o tractament hormonal neoadjuvant en cas de càncer de pròstata.
- Hiperplàsia prostàtica benigna (engrandiment de la pròstata).
- Acne vulgar.
- Alopècia androgènica.
- Hirsutisme.
- Sovint són emprades també com a mètode anticonceptiu en homes cisgènere.
- Per tal de prevenir o contrarestar el procés habitual de masculinització corporal en casos de dones transgènere.
- Per a prevenir símptomes associats a un dèficit de testosterona, com els fogots, després d'una castració.
- Sovint estan indicats per a tractar trastorns sexuals greus, com la hipersexualitat o desig sexual excessiu i desviacions sexuals, especialment parafílies.

L'administració d'antiandrògens en homes pot provocar una disminució o augment en el desenvolupament o involució dels caràcters sexuals secundaris en homes, reduint l'activitat o funció dels òrgans sexuals accessoris, i hiposexualitat, com disminució dels desig sexual o libido.
El terme resposta de retirada d'antiandrogens, descriu la situació mèdica que té lloc quan les cèl·lules canceroses adaptades a l'administració de l'antiandrogen i que ja no responen, comencen a patir els efectes antiandrògens després del retirar-los.
El bloqueig androgen complet o màxim és l'associació d'antiandrogen amb un anàleg del factor alliberador de gonadotropina.

## Principis actius antiandrògens
Hi ha molts fàrmacs amb activitat antiandrogènica, entre ells:
- Acetat de ciproterona
- Bicalutamida
- Dutasterida
- Espironolactona (tot i que emprada principalment com a diürètic)
- Finasterida
- Flutamida
- Ketoconazole (tot i que emprat principalment com a antifúngic)
- Nilutamida